# Cotinusa fenestrata
Cotinusa fenestrata là một loài nhện trong họ Salticidae.
Loài này thuộc chi Cotinusa. Cotinusa fenestrata được Władysław Taczanowski miêu tả năm 1878.